# Brote de gripe A (H5N8) de 2020-2021
El brote de gripe A (H5N8) de 2020-2021 es un brote epidémico derivado del influenzavirus A subtipo H5N8 en las granjas avícolas y entre las poblaciones de aves silvestres en varios países y continentes, lo que llevó a los sacrificios posteriores de millones de aves para evitar una pandemia similar a la del brote de H5N1 en 2008. Aunque se trata de una cepa poco patógena entre los seres humanos, en febrero de 2021, Rusia registró los primeros casos "leves" en trabajadores de una granja avícola.

## Brote

### Brote temprano en Arabia Saudita
El 4 de febrero de 2020, el gobierno de Arabia Saudita notificó un brote del virus H5N8 altamente patógeno en una granja avícola. El brote, que se produjo en la región central de Sudair, mató a más de 22 000 aves en pocas semanas.

### Propagación en Rusia y Asia Central
En los meses de verano, H5N8 se detectó en aves silvestres en el oeste de Rusia y Kazajistán, porque esto incluía aves acuáticas que migran al norte y oeste de Europa, se consideró probable que el virus se detectaría allí más adelante en el año (como se confirmaría en octubre-noviembre).

### Difusión internacional a finales de 2020
El 22 de octubre, la ministra de agricultura Carola Schouten, de los Países Bajos, confirmó que se había encontrado H5N8 en muestras de aves silvestres en el país. Como contramedida, se requería que las aves en las granjas avícolas se mantuvieran en el interior y se aislaran. Desde finales de octubre hasta mediados de noviembre, se había extendido a tres granjas de pollos y una granja de patos en el país, y las 320 000 aves en las granjas habían sido erradicadas para detener la propagación. Poco después de la primera detección en los Países Bajos, se confirmó en el Reino Unido (octubre: aves de corral; noviembre: aves silvestres y aves de corral), Alemania (octubre: aves silvestres; noviembre: aves silvestres y aves de corral), República de Irlanda (octubre y noviembre: aves silvestres), Bélgica (noviembre: aves silvestres), Dinamarca (noviembre: aves silvestres y aves de corral), Francia (noviembre: aves de corral) y Suecia (noviembre: aves de corral). Estos brotes resultaron en contramedidas similares a las ya tomadas en los Países Bajos.
Según un informe oficial confirmado del Ministerio de Agricultura Forestal y Pesquera de Japón, se encontraron múltiples pollos muertos en 45 lugares de granjas avícolas, 16 de la isla de Shikoku, 14 en la isla de Kyushu, siete en la región de Kanto, cinco en el oeste de Honshu, cada uno de la isla de Awaji, la prefectura de Gifu y la prefectura de Toyama, Japón del 5 de noviembre de 2020 al 7 de febrero de 2021. Según el informe confirmado por el funcionario local, estos casos fueron una gripe de tipo H5N8 altamente patógena.
El 10 de noviembre, el Ministerio de Agricultura de Corea del Sur dijo que había confirmado la cepa altamente patógena de gripe aviar H5N8 en muestras de aves silvestres en el centro oeste del país y emitió su advertencia de gripe aviar.
El 27 de noviembre, el Ministerio de Agricultura de China informó que el H5N8 había sido encontrado en cisnes salvajes en la provincia de Shanxi, mientras que Noruega detectó su primer caso de la cepa altamente patógena H5N8 de gripe aviar en gansos silvestres en el municipio de Sandnes, lo que llevó a la Autoridad Noruega de Seguridad Alimentaria a introducir una prohibición regional de las aves de corral al aire libre.
El 30 de noviembre, Corea del Sur notificó un brote de gripe aviar H5N8 patógena en una granja en Jeongeup, provincia de Jeolla del Norte, matando a más de 19 000 patos.

### Propagación internacional en 2021
La gripe aviar H5N8 se notificó en dos distritos del estado indio de Kerala a principios de enero de 2021, que mató a cientos de aves a finales de diciembre de 2020. Miles de pájaros fueron sacrificados. Más tarde también se notificaron brotes de gripe aviar de subtipos desconocidos en otros cinco estados de la India. 160 000 aves en dos granjas avícolas en Barwala, Panchkula y Raipur Rani serán sacrificadas. 437 000 aves han muerto en este cinturón avícola entre mediados de diciembre y el 8 de enero de 2021. Para el 9 de enero de 2021, siete estados confirmaron el brote.
El 15 de enero, las autoridades de Namibia suspendieron la importación y el tránsito de aves de corral procedentes de países europeos en los que se ha notificado un brote del subtipo H5N8 de gripe aviar.
El 20 de enero, Irak notificó un brote de gripe aviar H5N8 altamente patógena en una granja en la ciudad de Samsara, que mató a 63 700 aves del rebaño de 68 800 personas, según la Organización Mundial de Sanidad Animal (OIE), con sede en París. Las aves restantes fueron posteriormente sacrificadas.
Según el informe confirmado por el funcionario del Ministerio de Agricultura, Silvicultura y Pesca de Japón el 21 de enero, una detección de la gripe aviar tipo H5N8 de los cuerpos debilitados condición de patos comestibles en granjas avícolas en Yokoshibahikari, cerca de Narita, Prefectura de Chiba. Un total de diez granjas avícolas fueron enviadas más allá de una semana, relativamente muchos patos comestibles sacrificados por la Fuerza de Defensa Auto-Tierra de Japón. Un segundo caso ocurrió en una granja avícola cerca de Narita el 24 de enero, y muchos patos comestibles fueron sacrificados, incluyendo la cantidad ya enviada a muchas granjas avícolas en Japón por JSGDF, según el informe confirmado por el funcionario de JAFFM.
El 1 de febrero, el Ministerio de Agricultura y Asuntos Rurales de China informó de un brote de H5N8 altamente patógeno en cisnes salvajes en el Palacio de Invierno de Beijing.
El 2 de febrero, las autoridades de Brandeburgo, Alemania, sacrificaron 14 000 pavos en una granja debido a un brote confirmado de H5N8 en la zona de Uckermark.
El 9 de febrero, Argelia informó de un brote de H5N8 en una granja avícola en la ciudad de Aïn Fakroun. El brote mató a 50 000 aves, y las 1200 aves restantes de la bandada fueron sacrificadas, según un informe del Ministerio de Agricultura.
Afganistán informó de un brote de gripe aviar H5N8 en una granja avícola en la provincia de Herat el 25 de febrero. El brote mató a 794 aves, mientras que las 22 000 parvadas restantes fueron sacrificadas posteriormente, según la Organización Mundial de Sanidad Animal.

### Transmisión humana confirmada
El 20 de febrero, las autoridades rusas informaron de los primeros casos humanos conocidos de H5N8 cuando 7 trabajadores agrícolas dieron positivo. No hay evidencia de transmisión de persona a persona y los casos se describieron como "leves". Se notificó a la Organización Mundial de la Salud.